# Macrocarpaea auriculata
Macrocarpaea auriculata là một loài thực vật có hoa trong họ Long đởm. Loài này được R.E. Weaver & J.R. Grant mô tả khoa học đầu tiên năm 2003.